# Magyary Géza
Magyary Géza (Alsólóc, 1864. szeptember 16. – Budapest, Józsefváros, 1928. október 9.) jogtudós, egyetemi tanár, a Magyar Tudományos Akadémia rendes tagja. A magyar és nemzetközi polgári eljárásjog sokoldalú, kiemelkedő ismerője, tudósa volt.

## Életútja
Magyary Mihály és Kákonyi Anna fiaként született. Felsőfokú tanulmányait a pozsonyi királyi jogakadémián kezdte meg, majd a budapesti tudományegyetemen folytatta, ahol 1887-ben vette át jogtudományi doktori oklevelét. Időközben tanulmányutat tett Franciaországba és Németországba. Ügyvédi vizsgái letételét követően, 1887-től 1889-ig ügyvédjelöltként dolgozott, majd rövid ideig a budapesti királyi törvényszéken volt joggyakornok. 1890-től 1893-ig a kecskeméti református jogakadémián tanított római jogot, 1893-tól 1905-ig pedig a nagyváradi jogakadémián oktatott kereskedelmi, váltó- és perjogot. Ezzel egy időben, 1895-ben kereskedelmi jogból magántanári képesítést szerzett a fővárosi tudományegyetemen. 1903 után már mint a magyar polgári eljárásjog nyilvános rendkívüli, 1907 után nyilvános rendes tanára oktatott a pesti katedrán egészen haláláig. 1909–1910-ben a jog- és államtudományi kar dékáni tisztét is betöltötte.

## Munkássága
Pályája kezdetén elsősorban kereskedelmi joggal, a pénzbeli követelések jogi rendezésével (értékpapírok, váltók, csekkek stb.), a biztosítási jog egyes kérdéseivel foglalkozott. Jogtudósi munkássága a későbbiekben a magánjog, elsősorban a polgári eljárásjog vizsgálatára irányult. A magyar polgári perjogról 1913-ban megjelent, közel ezer oldalas műve évtizedekig a téma alapművének számított, Nizsalovszky Endre átdolgozásában a harmadik kiadást (1940) is megérte. 1920-ban Magyary szerkesztésében indult útjára a Polgári Törvénykezési Jog Tára című kiadványsorozat. A hazai és nemzetközi polgári és büntetőeljárás-jog átfogó vizsgálata mellett behatóan foglalkozott annak egyes részkérdéseivel is (perrend, beismerés, fellebbezés, felülvizsgálat stb.).

### Társasági tagságai és elismerései
Tudományos eredményei elismeréseként 1905-ben a Magyar Tudományos Akadémia levelező, 1917-ben rendes tagjává választották. 1916-tól a Szent István Akadémia munkájában is részt vett a testület rendes tagjaként.
A polgári perjog és a nemzetközi jog témakörében írt munkáiért 1930-ban posztumusz az MTA nagyjutalmát ítélték neki oda.

## Főbb művei
- A kiadói ügylet. Budapest: Grill. 1893.
- A magyar polgári peres eljárás alaptanai: A perbeli cselekvények tana. Budapest: Franklin. 1898.   395 o.
- A magyar polgári perjog nemzetközi vonatkozásai: Nemzetközi polgári perjog. Budapest: Singer; Wolfner. 1902.   131 o.
- Értékpapírok a polgári törvénykönyv tervezetében: Adalékok az okiratok tanához. Budapest: Grill. 1902.   50 o.
- A perbeli beismerés. Budapest: Franklin. 1906.
- Újabb irányok a nemzetközi perjogban. Budapest: Magyar Tudományos Akadémia. 1907.
- A közokiratok végrehajtása tárgyában Magyarország, Ausztria és Németország közt kötendő nemzetközi szerződés előkészítése. Budapest: Hornyánszky. 1909.   90 o.
- Magyar polgári perjog. Budapest: Franklin. 1913.   996 o.
- A végrehajtási jogsegély Magyarország és Ausztria közt. Budapest: Középeurópai Közgazdasági Egyesület. 1914.   54 o.
- A végrehajtási jogsegély Magyarország és Németország közt. Budapest: Magyarország Középeurópai Közgazdasági Egyesülete. 1916.   48 o.
- A nemzetközi bíráskodás a magyar jogban. Budapest: Magyar Tudományos Akadémia. 1917.
- Polgári életpályák: Tanácsadó rokkant tisztek számára. Budapest: Franklin. 1917.   292 o.
- A nemzetközi bíráskodás. Budapest: Franklin. 1918.   231 o.
- Die internationale Schiedsgerichtsbarkeit im Völkerbunde. Berlin: Liebmann. 1922.   176 o.
- Règlement de procédure relative à la protection des minorités projet présenté a l’Union Internationale des Associations pour la Société des Nations par la Magyar Külügyi Társaság à Budapest. Budapest: Hellas. 1923.   11 o.
- Magyar polgári perjog. 2., átdolg. kiadás. Budapest: Franklin. 1924.   758 o.
- Projet révisé d’un règlement de procédure relative à la protection des minorités présenté par la Société hongroise des Affaires étrangères et pour la SdN. Budapest: Franklin. 1925.   15 o.
- A Magyar Tudományos Akadémia és a magyar jogtudomány. Budapest: Magyar Tudományos Akadémia. 1926.
- Plósz Sándor emlékezete. Budapest: Magyar Tudományos Akadémia. 1927.   11 o.
- La juridiction de la Cour permanente de justice internationale. Paris: Les Éditions internationales. 1931.   319 o.
- Magyar polgári perjog. 3. kiadás. Budapest: Franklin. 1939.   762 o.
- Magyary Géza összegyűjtött dolgozatai a polgári eljárás, a magánjog és a kereskedelmi jog köréből I–II. Budapest: Magyar Tudományos Akadémia. 1942.